# Henrique dos Países Baixos
Henrique dos Países Baixos (Palácio Soestdijk, 13 de junho de 1820 — 14 de janeiro de 1879) foi o terceiro filho do rei Guilherme II dos Países Baixos e de sua esposa, a grã-duquesa Ana Pavlovna da Rússia.

## Vida
Nascido no Palácio de Soestdijk, em Baarn, Guilherme Frederico Henrique tornou-se governador do Luxemburgo em 1850, cargo que ocupou até sua morte.
Em 9 de maio de 1853, em Weimar, ele casou-se com a princesa Amália de Saxe-Weimar, morta em 1872.
Em 24 de agosto de 1878, ele desposou Maria da Prússia, falecida dez anos mais tarde.
Os dois casamentos não geraram descendentes. Quando Henrique morreu de sarampo, em Walferdange, ele era o terceiro na linha de sucessão ao trono holandês.